# Ấ
Ấ (minuscule : ấ), appelé A accent circonflexe accent aigu, est une lettre latine utilisée dans l’écriture du vietnamien ou dans des anciennes transcriptions du sanskrit.
Il s’agit de la lettre A diacritée d’un accent circonflexe et d’un accent aigu.

## Utilisation
En vietnamien, le A circonflexe ‹ Â, â › représente la voyelle /ə/ et l’accent aigu indique un ton haut montant.
En roumain, le A circonflexe ‹ Â, â › représente la voyelle /ɨ/. Dans certains textes linguistiques (études, descriptions, grammaires ou manuels) l’accent aigu est utilisé pour indiquer l’accent tonique et on peut retrouver la lettre ‹ Ấ, ấ ›. Cependant elle n’est pas utilisée dans l’orthographe roumaine.
Le ‹ Ấ, ấ › a été utilisé dans certaines transcriptions du sanskrit, notamment dans les travaux de Friedrich Max Müller.

## Représentations informatiques
Le A accent circonflexe accent aigu peut être représenté avec les caractères Unicode suivants : 
- précomposé (latin étendu additionnel)[1] :

| formes    | représentations | chaînes de caractères | points de code | descriptions                                                |
| --------- | --------------- | --------------------- | -------------- | ----------------------------------------------------------- |
| capitale  | Ấ               | Ấ                     | U+1EA4         | lettre majuscule latine a accent circonflexe et accent aigu |
| minuscule | ấ               | ấ                     | U+1EA5         | lettre minuscule latine a accent circonflexe et accent aigu |

- décomposé et normalisé NFD (latin de base, diacritiques) :

| formes    | représentations | chaînes de caractères | points de code       | descriptions                                                                     |
| --------- | --------------- | --------------------- | -------------------- | -------------------------------------------------------------------------------- |
| capitale  | Ấ               | A◌̂◌́                   | U+0041 U+0302 U+0301 | lettre majuscule latine a diacritique accent circonflexe diacritique accent aigu |
| minuscule | ấ               | a◌̂◌́                   | U+0061 U+0302 U+0301 | lettre minuscule latine a diacritique accent circonflexe diacritique accent aigu |

Il peut aussi être représenté dans des anciens codages
- VISCII :
  - capitale Ấ : 84
  - minuscule ấ : A4